# Bo Widerberg
Pour les articles homonymes, voir Widerberg.
Bo Widerberg, né le 8 juin 1930 à Malmö et mort le 1er mai 1997 à Ängelholm, est un réalisateur, scénariste, monteur, écrivain et producteur de cinéma suédois.

## Biographie

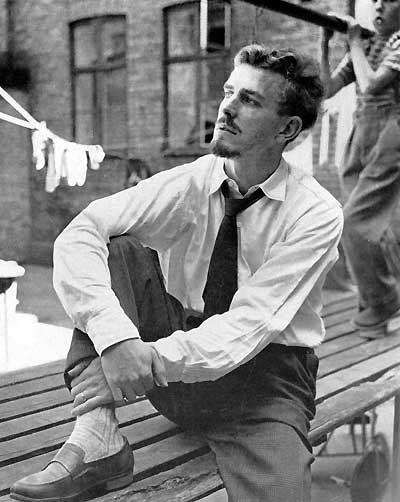
Bo Widerberg en 1960

Bo Widerberg naît le 8 juin 1930 à Malmö, d'un père qui cumule des emplois sans qualifications et d'une mère couturière. Malgré des conditions de vie modestes (il grandit dans un petit appartement d'une pièce avec ses parents), le manque d'argent n'est pas une priorité pour la famille, résolument bohème.     
Après avoir quitté le collège et cumulé de nombreux petits boulots, il devient critique ; il tient une chronique dans le journal de Stockholm, Expressen. Malgré une formation assez courte, il est très intéressé par l'art que ce soit la littérature, le cinéma ou la musique. À la suite d'un concours organisé par une maison d'édition suédoise dont il remporte le deuxième prix, il devient écrivain et publie plusieurs romans et recueils de nouvelles. Cette carrière de journaliste et d'écrivain dura 10 ans.  
Fasciné par les réalisateurs français Jacques Demy et François Truffaut et bouleversé par le film de John Cassavetes, Shadows, il s'intéresse alors de plus en plus au cinéma. Le cinéma suédois de l'époque lui paraît en comparaison plus rigide et moins moderne et même si Ingmar Bergman était déjà reconnu, il trouvait son cinéma bourgeois et très préoccupé par la religion. La vie quotidienne et la réalité des temps modernes deviendront la principale inspiration du cinéma de Bo Widerberg.  
Bo Widerberg appartient à une génération de réalisateurs suédois (Mai Zetterling, Vilgot Sjöman, Jan Troell) offrant une alternative au cinéma d'Ingmar Bergman. « C'est d'ailleurs en s'inspirant des procédés de production de la Nouvelle Vague française qu'il cherche à libérer le film suédois techniquement et stylistiquement : ses premiers films vont jouer, parfois avec bonheur, sur une part d'improvisation. »
Son premier long-métrage, Le Péché suédois, le lance internationalement à la seconde édition de la Semaine de la critique, durant le Festival de Cannes 1963.
Il ancre ses meilleurs films dans une réalité sociale empreinte d'authenticité historique et de passion romantique : Elvira Madigan, prix d'interprétation féminine au Festival de Cannes 1967 ; Ådalen '31, lauréat du Grand Prix au Festival de Cannes 1969, et Joe Hill qui remporte le Prix du Jury au Festival de Cannes 1971.
Trois de ses films ont été nommés à l'Oscar du meilleur film en langue étrangère : Le Quartier du corbeau (1963), Ådalen '31 (1969) et La Beauté des choses (1995).

## Filmographie
Sauf indication contraire, les informations mentionnées dans cette section peuvent être confirmées par les bases de données cinématographiques  présentes dans la section « Liens externes ».

### Comme réalisateur et scénariste

#### Cinéma
- 1963 : Le Péché suédois (Barnvagnen)
- 1963 : Le Quartier du corbeau (Kvarteret Korpen)
- 1965 : Amour 65 (Kärlek 65)
- 1966 : Heja Roland!
- 1967 : Elvira Madigan
- 1968 : Den vita sporten (en) (documentaire sur les émeutes de Båstad (en)) - film collectif coréalisé avec 10 autres réalisateurs
- 1969 : Ådalen '31
- 1970 : A Mother with Two Children Expecting Her Third (En Mor med två barn väntandes sitt tredje) (court métrage documentaire)
- 1971 : Joe Hill
- 1974 : Tom foot (Fimpen)
- 1976 : Un flic sur le toit (Mannen på taket)
- 1979 : Victoria
- 1980 : Rött och svart (court métrage)
- 1984 : L'Homme de Majorque (Mannen från Mallorca)
- 1986 : Le Chemin du serpent (Ormens väg på hälleberget)
- 1995 : La Beauté des choses (Lust och fägring stor)

#### Télévision
- 1962 : Pojken och draken (téléfilm)
- 1964 : Zoo story (téléfilm)
- 1979 : En Handelsresandes död (téléfilm)
- 1981 : Linje lusta (téléfilm)
- 1988 : En Far (téléfilm)
- 1989 : Vildanden (téléfilm)
- 1990 : Hebriana (téléfilm)
- 1992 : Efter föreställningen (téléfilm)

### Comme monteur
- 1965 : Amour 65 (Kärlek 65)
- 1966 : Heja Roland!
- 1967 : Elvira Madigan
- 1969 : Ådalen '31
- 1970 : A Mother with Two Children Expecting Her Third (En Mor med två barn väntandes sitt tredje)
- 1971 : Joe Hill
- 1974 : Tom foot (Fimpen)
- 1976 : Un flic sur le toit (Mannen på taket)
- 1979 : Victoria
- 1984 : L'Homme de Majorque (Mannen från Mallorca)
- 1986 : Le Chemin du serpent (Ormens väg på hälleberget)
- 1995 : La Beauté des choses (Lust och fägring stor)

### Comme acteur
- 1967 : Historien om Barbara
- 1970 : En Mor med två barn väntandes sitt tredje
- 1981 : Linje lusta (téléfilm) : docteur

### Comme producteur
- 1971 : Joe Hill
- 1974 : Tom foot (Fimpen)

### Comme directeur de la photographie
- 1968 : Den vita sporten (documentaire)

## Distinctions
Sauf indication contraire, les informations mentionnées dans cette section peuvent être confirmées par les bases de données cinématographiques  présentes dans la section « Liens externes ».

### Récompenses
- Berlinale 1965 : Mention spéciale du Prix FIPRESCI pour Amour 65
- Festival de Cannes 1969 : Grand prix du jury pour Ådalen '31
- Festival de Cannes 1971 : Prix du jury pour Joe Hill
- Berlinale 1996 : Ours d'argent pour La Beauté des choses

### Nominations
- Oscars 1965 : meilleur film en langue étrangère pour Le Quartier du corbeau
- Golden Globes 1968 : meilleur film en langue étrangère pour Elvira Madigan
- Oscars 1970 : meilleur film en langue étrangère pour Ådalen '31
- Oscars 1996 : meilleur film en langue étrangère pour La Beauté des choses

### Sélections
- Palme d'or du Festival de Cannes :
  - Le Quartier du corbeau au Festival de Cannes 1964
  - Elvira Madigan au Festival de Cannes 1967
  - Ådalen '31 au Festival de Cannes 1969
  - Joe Hill au Festival de Cannes 1971
  - Victoria au Festival de Cannes 1979
- Ours d'or au Festival de Berlin :
  - Amour 65 à la Berlinale 1965
  - La Beauté des choses à la Berlinale 1995

## Hommage
Malavida Films lui consacre une rétrospective intitulée Bo Widerberg, cinéaste rebelle (partie 1), avec la ressortie en salles, à partir du 24 juin 2020 en version restaurée, des films Le Péché suédois (1963), Le Quartier du corbeau (1963), Amour 65 (1965), Elvira Madigan ( 1967), Ådalen '31 (1969) et Joe Hill (1971). 